# Salvador Sunet Urgellès
Salvador Sunet Urgellès (Barcelona, 1891 - Barcelona, 1949) Ceramista català de la primera meitat del segle xx. La seva especialitat eren quadres de rajola ceràmica, seguint la tradició catalana. Va realitzar innumerables treballs. Entre ells destaquen: Cartell d'entrada a les caves Freixenet, Imatge de la Verge del Remei, Església del Remei (Pl. Concórdia BCN). El 1946 va realitzar un quadre de tres-centes rajoles policromades, amb la representació d'una processó del Corpus Christi setcentista per la decoració del refectori de l'establiment "Mesón de las Golosinas" (actualment ja desaparegut). Va realitzar el quadre de la Font de la Travessera, ceràmica vidriada, que està ubicada a la travessera de Gràcia, 126 de Barcelona.

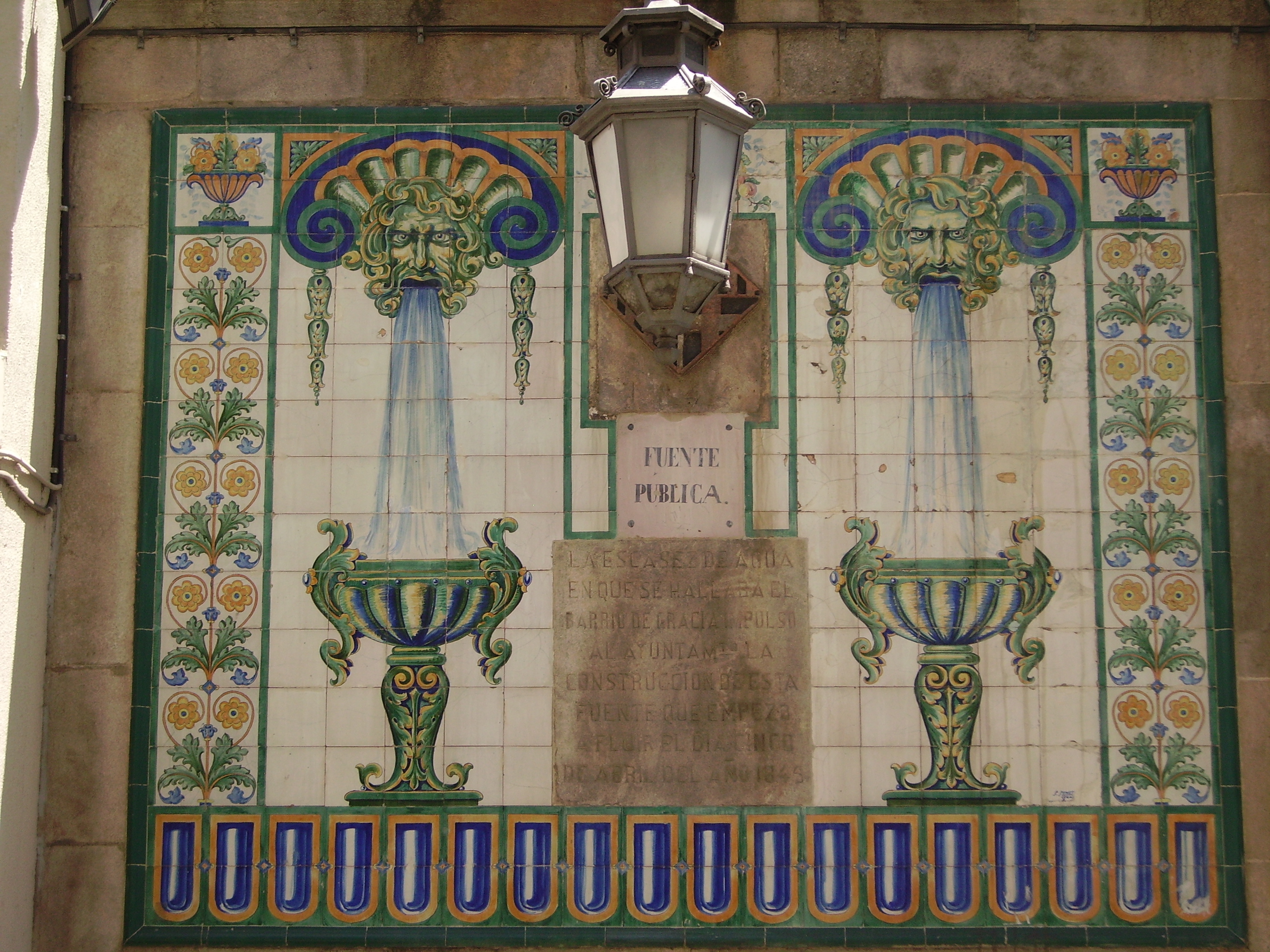
Font de la Travessera, Travessera de Gràcia,126 Barcelona